# Ai Sissa
Ai Sissa är ett vattendrag i Indonesien. Det ligger i den centrala delen av landet, 1 600 km öster om huvudstaden Jakarta.